# Epidendrum ballonii
Epidendrum ballonii är en orkidéart som beskrevs av Eric Alston Christenson. Epidendrum ballonii ingår i släktet Epidendrum och familjen orkidéer. Inga underarter finns listade i Catalogue of Life.